# Dawr
Le dawr (arabe : دور ou الدور ; pluriel : adwar arabe : أدوار) est un genre de musique vocale arabe chantée en arabe dialectal. Ce genre, en déclin après les années 1920, utilisait souvent le mélisme du āhāt,.
Le dawr orne souvent un maqâm. Il peut aussi faire référence au début d'un muwashshah.

## Source
- (en) Cet article est partiellement ou en totalité issu de l’article de Wikipédia en anglais intitulé « dawr » (voir la liste des auteurs).